# Marsdenia mayana
Marsdenia mayana là một loài thực vật có hoa trong họ La bố ma. Loài này được Lundell mô tả khoa học đầu tiên năm 1940.